# Isla Gobernador
La isla Gobernador (en inglés: Governor Island) es una de las islas Malvinas. Se encuentra al oeste de la isla Gran Malvina, más precisamente entre la isla San José y la isla San Rafael y junto a la isla Peña en el canal Gobernador.
Por su nombre similar, no se debe confundir con la Isla Gobierno que se encuentra al norte de la Isla Gran Malvina; y al noroeste de la isla de Borbón.